# Moschea di Ese Kapı

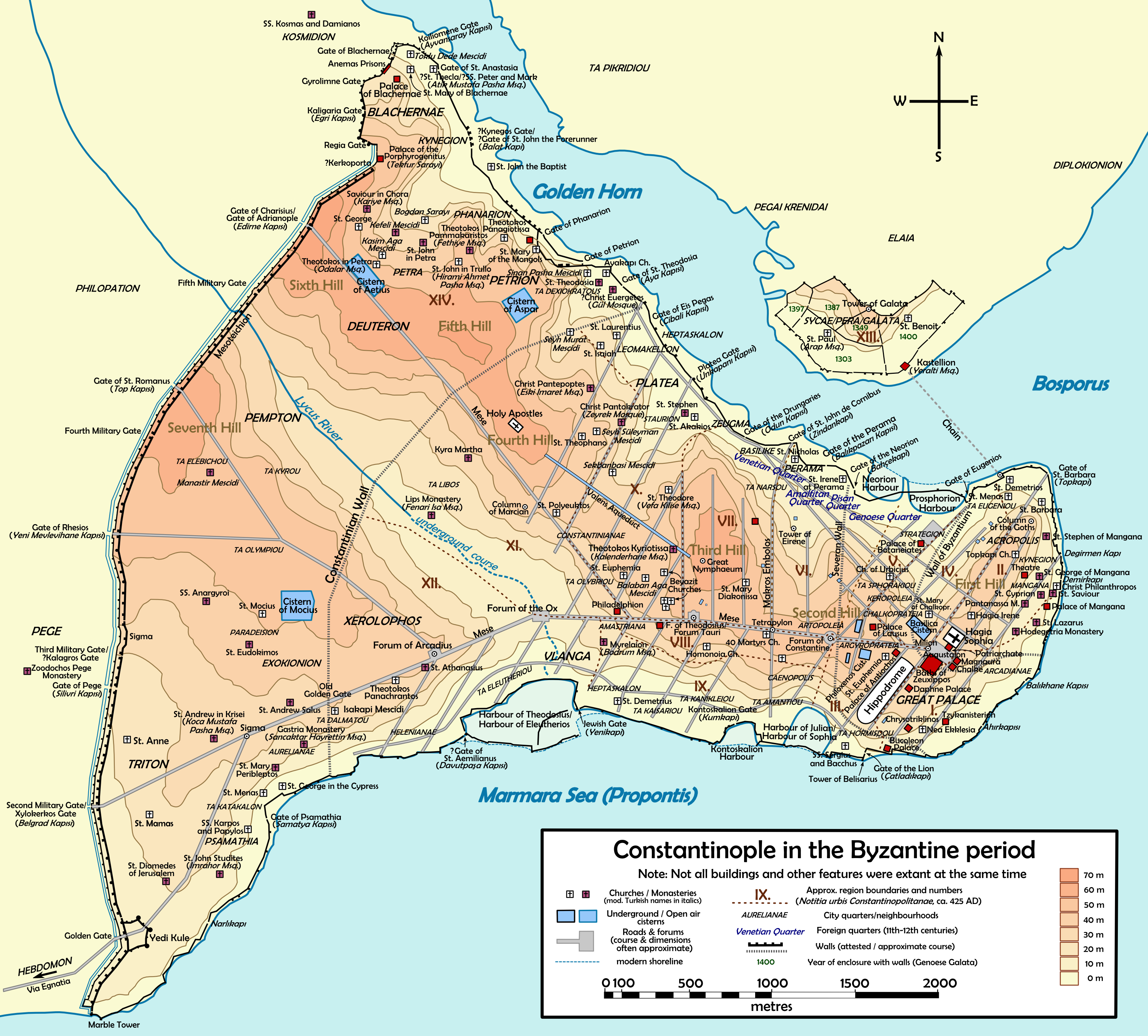
Mappa di Costantinopoli bizantina. L'Ese Kapı Mescidi si trova all'angolo tra le mura di Costantino e il ramo meridionale della "Mese", nella parte sud-occidentale della città

La Moschea di Ese Kapı (in turco Ese Kapı Mescidi o Hadim Ibrahim Pascià Mescidi, dove mescit è il termine turco per una piccola moschea), anche detta "Moschea di Isa Kapı", che significa la "Moschea della porta di Gesù", era una moschea ottomana a Istanbul, in Turchia. L'edificio era originariamente una chiesa ortodossa bizantina di dedica sconosciuta.

## Ubicazione
I resti della chiesa si trovano nel distretto di Fatih di Istanbul, nella Mahalle di Davutpaşa, a circa 500 metri a est-nordest di un altro edificio bizantino, l'odierna Moschea di Sancaktar Hayrettin. Le rovine dell'edificio sono racchiuse nel complesso dell'Ospedale universitario di Cerrahpaşa.

## Storia

### Età Bizantina
L'origine di questo edificio bizantino, che si trovava sul versante meridionale della settima collina di Costantinopoli nel quartiere chiamato ta Dalmatou e si affacciava sul Mar di Marmara, non è certa. Esso fu eretto lungo il ramo meridionale della strada chiamata Mese, vicino al lato interno dell'ormai scomparso Muro di Costantino (risalente alla fondazione di Costantinopoli da parte di Costantino il Grande) in corrispondenza di un'antica porta, forse la Porta di Exakiónios (in greco Πύλη τοῦ Ἐξακιονίου?) o la Porta di Saturnino (in greco Πύλη τοῦ Σατουρνίνου?, la porta d'oro originale della città). Il confronto della muratura con quelle delle chiese della Theotokos Pammakaristos e di Chora suggerisce che l'edificio fu eretto tra la fine del XIII e l'inizio del XIV secolo, nell'era paleologa. L'identificazione proposta con il Monastero di Iasités (in greco Μονῆ τοῦ Ἰασίτου?), che si trovava nel quartiere, rimane incerta.

### Età Ottomana

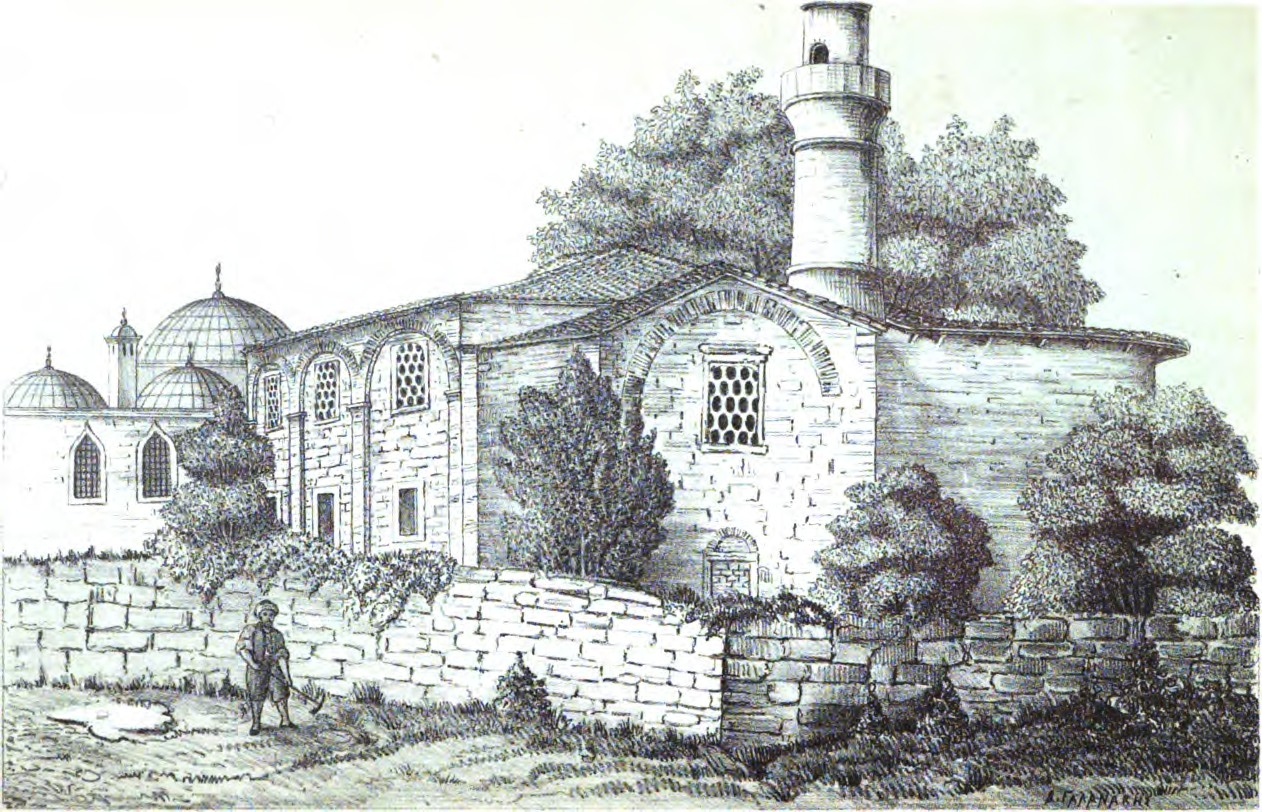
La moschea in un disegno del 1877, da Studi topografici bizantini di A.G. Paspates.

Dopo la caduta di Costantinopoli per mano ottomana nel 1453, nel 1509 la porta delle mura che diede il nome turco all'edificio ("Isa Kapi", porta di Gesù) fu distrutta da un terremoto. Tra il 1551 e il 1560 il visir Hadim Ibrahim Pascià (morto nel 1562/63), che nella vicina mahalle della porta di Silivri (in Turco: Silivrikapi) aveva fondato anche una moschea del venerdì che portava il suo nome, trasformò l'edificio in una piccola moschea (in turco: Mescit). Allo stesso tempo, egli ordinò all'architetto di corte Mimar Sinan (che aveva anche progettato la moschea del venerdì) di ingrandire il complesso esistente. Sinan costruì una medrese (scuola coranica) e una dershane (scuola elementare) collegandole all'antica chiesa. La posizione di questi edifici religiosi in quartieri scarsamente popolati lungo le mura di Teodosio, dove la popolazione era prevalentemente cristiana, mostra il desiderio del Visir di perseguire una politica di islamizzazione della città. Durante il XVII secolo il complesso fu danneggiato più volte dai terremoti e restaurato nel 1648. Nel 1741 Ahmet Agha - un altro eunuco capo (Ibrahim Pascià nella carta della sua fondazione (waqf) aveva designato il Kapi Agha (capo degli eunuchi bianchi) dell'Harem imperiale dell'epoca come amministratore (in turco: Mütevelli) della fondazione) - sponsorizzò la costruzione di una piccola fontana (in turco: sebil). Il terremoto di Istanbul del 1894 rovinò l'edificio (solo due muri resistettero al sisma), che fu poi abbandonato. Le rovine sono ora racchiuse nel giardino dell'Ospedale di Cerrahpaşa, sede della Facoltà di Medicina dell'Università di Istanbul.

## Descrizione
L'edificio aveva una pianta rettangolare con lati di 17,0 m e 6,80 m, con una navata che terminava verso est con un bema e tre absidi. L'abside centrale fu demolita durante il periodo ottomano e sostituita con un muro. La muratura dell'edificio era costituita da fasce di file di pietre bianche alternate a file di mattoni rossi, ottenendo un effetto cromatico tipico del tardo periodo bizantino. Il lato esterno di un muro sopravvissuto è scandito da lesene sormontate da archi. Molto probabilmente la chiesa era originariamente sormontata da una cupola, la quale nel diciannovesimo secolo era già stata sostituita da un tetto in legno. L'interno della chiesa era adornato da affreschi di età paleologa. Due di loro - dipinti nell'abside sud - uno raffigurante rispettivamente l'Arcangelo Michele (sulla conca dell'abside) e il Sant'Ippazio (sulla parete laterale), erano ancora visibili nel 1930, ma ora sono scomparsi. Sulle due pareti ancora in piedi sono ancora visibili decorazioni in stucco. Due lati della corte sono occupati da una medrese (scuola coranica) con undici celle per alloggiare gli studenti (in turco: hücre) e una dershane (scuola elementare). I ristretti vincoli spaziali (il complesso era soffocato da diverse strade) costrinsero Sinan ad adottare un progetto che devia fortemente dalla soluzione standard per un complesso di questo tipo. La muratura della medrese adotta uno schema bicromatico simile a quello usato nella chiesa. La dershane è decorata con un fregio in stucco con  arabeschi in rilievo. L'ingresso della corte è abbellito da un piccolo sebil.